# Sofija Novoselić
Sofija Novoselić (* 18. Januar 1990 in Zagreb) ist eine kroatische Skirennläuferin. Ihre stärkste Disziplin ist der Slalom.

## Biografie
Nach ersten Erfolgen auf nationaler Ebene startete Novoselić im Dezember 2005 erstmals bei FIS-Rennen. Von 2006 bis 2010 nahm sie an fünf Juniorenweltmeisterschaften teil, bei denen sie mehrere Top-30-Ergebnisse und als bestes Resultat einen 17. Platz im Slalom 2007 erzielte. Ebenfalls 2007 gewann sie die Bronzemedaille im Riesenslalom beim European Youth Olympic Festival in Jaca. Eine zweite Medaille im Slalom verpasste sie nur um vier Hundertstelsekunden. Seit der Saison 2006/2007 startet Novoselić auch im Weltcup sowie im Europa- und Nor-Am Cup. Im Weltcup bestritt Novoselić bisher nur Slalomrennen, blieb aber lange Zeit ohne zählbarem Resultat, da sie sich nicht für den zweiten Durchgang der besten 30 qualifizieren konnte. Im Europacup punktete sie zum ersten Mal im Februar 2008 mit Platz 28 im Slalom von Candanchú; ihr bislang bestes Ergebnis ist ein 18. Platz im Riesenslalom von Limone Piemonte am 20. Dezember 2010. Im Nor-Am Cup startete sie zum bisher letzten Mal am 5. Dezember 2008 im Slalom von Loveland, bei dem sie mit Platz 13 ihr bestes Resultat in dieser Rennserie erreichte.
Im Februar 2007 nahm Novoselić im schwedischen Åre erstmals an Weltmeisterschaften teil und erzielte Platz 27 im Slalom. Zwei Jahre später wurde sie bei den Weltmeisterschaften 2009 im französischen Val-d’Isère 33. des Slaloms. Im Riesenslalom blieb sie beide Male ohne Resultat. Bei den Olympischen Winterspielen 2010 in Vancouver startete sie nur im Slalom, in dem sie den 39. Platz belegte. Am 4. Januar 2011 gelang es Sofija Novoselić zum ersten Mal sich für den zweiten Durchgang eines Weltcuprennens zu qualifizieren. Bei ihrem Heimrennen, der Snow Queen Trophy am Sljeme bei Zagreb, belegte sie im Endklassement den 25. Platz und gewann damit ihre ersten Weltcuppunkte. Bei den Weltmeisterschaften 2011 in Garmisch-Partenkirchen wurde sie 28. im Slalom und 43. im Riesenslalom.

## Erfolge

### Olympische Winterspiele
- Vancouver 2010: 39. Slalom

### Weltmeisterschaften
- Åre 2007: 27. Slalom
- Val-d’Isère 2009: 33. Slalom
- Garmisch-Partenkirchen 2011: 28. Slalom, 43. Riesenslalom

### Juniorenweltmeisterschaften
- Altenmarkt/Flachau 2007: 17. Slalom, 33. Abfahrt
- Formigal 2008: 23. Slalom, 31. Riesenslalom, 39. Super-G
- Garmisch-Partenkirchen 2009: 21. Slalom, 22. Riesenslalom
- Mont Blanc 2010: 30. Slalom, 36. Super-G

### Weltcup
- 1 Platzierung unter den besten 30

### Weitere Erfolge
- Bronzemedaille im Riesenslalom beim European Youth Olympic Festival 2007
- 1 Top-20-Platzierung im Europacup
- 2 Top-20-Platzierungen im Nor-Am Cup
- 5 Siege in FIS-Rennen